# 洛斯盧納斯 (新墨西哥州)
洛斯盧納斯（英語：Los Lunas）是一個位於美國新墨西哥州巴倫西亞縣的村。同時該地也是巴倫西亞縣的縣治。

## 地方資料
洛斯盧納斯的座標為34°48′34″N 106°44′07″W / 34.80944°N 106.73528°W，而該地的海拔高度為1480米（即4856英尺）。根據2020年美國人口普查，該地共人口17242人，而該地的面積約為52.75平方千米。